# Noriko Fukushima
Noriko Fukushima (jap. 福島のり子; * 18. Oktober 1979 in Hakuba) ist eine ehemalige japanische Freestyle-Skierin. Sie startete in der Disziplin Skicross.

## Werdegang
Fukushima begann ihre Karriere als alpine Skirennläuferin, wobei sie von 1994 bis 2004 vorwiegend an FIS-Rennen teilnahm. Bei der Winter-Universiade 2001 in Zakopane belegte sie den 29. Platz im Slalom und bei der Winter-Universiade 2003 in Tarvisio den 21. Platz im Slalom sowie den sechsten Rang im Riesenslalom. Zudem gewann sie bei den Winter-Asienspielen 2003 in der Präfektur Aomori die Bronzemedaille im Riesenslalom und kam im Slalom auf den fünften Platz. Im Skicross nahm im Januar 2004 in Les Contamines erstmals am Freestyle-Skiing-Weltcup teil, wobei sie den 15. Platz errang. Beim folgenden Weltcup in Pozza di Fassa erreichte sie mit Platz zehn ihre erste Top-Zehn-Platzierung und zum Saisonende den 15. Platz im Skicross-Weltcup. In der Saison 2004/05 kam sie mit zwei Top-Zehn-Platzierungen auf den 11. Platz im Skicross-Weltcup und bei den Weltmeisterschaften 2005 in Ruka auf den sechsten Platz. Nachdem sie in der Saison 2005/06 erneut den 15. Platz im Skicross-Weltcup belegen konnte, wurde sie in der Saison 2006/07 Zehnte im Skicross-Weltcup und Siebte bei den Weltmeisterschaften 2007 in Madonna di Campiglio. 
In der Saison 2007/08 errang Fukushima bei acht Teilnahmen im Weltcup sechs Top-Zehn-Ergebnisse. Dabei erreichte sie mit dem dritten Platz in Flaine ihre einzige Podestplatzierung im Weltcup und zum Saisonende mit dem 16. Platz im Gesamtweltcup sowie den fünften Rang im Skicross-Weltcup ihre besten Gesamtergebnisse. In den folgenden Jahren errang sie im Weltcup meist Platzierungen im Mittelfeld. Bei den Weltmeisterschaften 2009 in Inawashiro fuhr sie auf den 18. Platz und bei den Olympischen Winterspielen 2010 in Vancouver auf den 22. Rang. Ihren 58. und damit letzten Weltcup absolvierte sie im März 2013 in Åre, welchen sie aber vorzeitig beendete.

## Erfolge

### Olympische Spiele
- 2010 Vancouver: 22. Platz Skicross

### Weltmeisterschaften
- 2005 Ruka: 6. Platz Skicross
- 2007 Madonna di Campiglio: 7. Platz Skicross
- 2009 Inawashiro: 18. Platz Skicross

### Weltcup
Fukushima errang im Weltcup einen Podestplatz.
Weltcupwertungen:
| Saison  | Gesamt | Gesamt | Skicross | Skicross |
| Saison  | Platz  | Punkte | Platz    | Punkte   |
| ------- | ------ | ------ | -------- | -------- |
| 2003/04 | 52.    | 16     | 15.      | 127      |
| 2004/05 | 34.    | 24     | 11.      | 141      |
| 2005/06 | 47.    | 19     | 15.      | 95       |
| 2006/07 | 48.    | 14     | 10.      | 69       |
| 2007/08 | 16.    | 39     | 5.       | 310      |
| 2008/09 | 85.    | 9      | 25.      | 86       |
| 2009/10 | 63.    | 11     | 20.      | 120      |
| 2010/11 | 111.   | 2      | 36.      | 24       |
| 2011/12 | 128.   | 4      | 36.      | 35       |
| 2012/13 | 209.   | 1      | 45.      | 14       |

### Winter-Universiade
- Zakopane 2001: 29. Platz Slalom
- Tarvisio 2003: 6. Platz Riesenslalom, 21. Platz Slalom

### Weitere Erfolge
- Winter-Asienspiele 2003: 3. Platz Riesenslalom, 5. Platz Slalom